# بلوز اولد استند (آلاباما)
بلوز اولد استند (به انگلیسی: Blues Old Stand) یک منطقهٔ مسکونی در ایالات متحده آمریکا است که در آلاباما واقع شده‌است. بلوز اولد استند ۱۴۴ متر بالاتر از سطح دریا واقع شده‌است.